# 山口県道7号柳井周東線
山口県道7号柳井周東線（やまぐちけんどう7ごう やないしゅうとうせん）は、山口県柳井市から岩国市に至る県道（主要地方道）である。

## 概要
山口県柳井市南町2丁目と岩国市周東町下久原を結ぶ。

### 路線データ
- 起点：柳井市南町2丁目（柳井警察署交差点、国道188号交点）
- 終点：岩国市周東町下久原（周東総合支所前交差点、国道2号交点、山口県道5号周東美川線起点、山口県道130号本郷周東線終点）

## 歴史
- 1993年（平成5年）5月11日 - 建設省から、県道柳井周東線が柳井周東線として主要地方道に指定される[1]。

## 路線状況

### 重複区間
- 山口県道70号柳井玖珂線（柳井市柳井 地内）
- 山口県道68号光日積線（柳井市伊陸 - 岩国市周東町田尻）

### 道路施設

#### 橋梁
- 瑞穂橋（山陽本線、柳井市）
- 久田橋（島田川、岩国市）

#### トンネル
- 大江トンネル：延長128 m、1997年（平成9年）竣工、柳井市
- 中山トンネル：延長122 m、1990年（平成2年）竣工、岩国市

## 地理

### 通過する自治体
- 柳井市
- 熊毛郡田布施町
- 岩国市

### 交差する道路
| 交差する道路                                                | 市町村名 | 交差する場所 | 交差する場所                |
| ----------------------------------------------------------- | -------- | ------------ | --------------------------- |
| 国道188号                                                   | 柳井市   | 南町2丁目    | 柳井警察署交差点 / 起点     |
| 山口県道70号柳井玖珂線 重複区間起点                         | 柳井市   | 柳井         | 柳井中学入口交差点          |
| 山口県道149号柳井由宇線                                     | 柳井市   | 柳井         | 中馬皿交差点                |
| 山口県道70号柳井玖珂線 重複区間終点                         | 柳井市   | 柳井         |                             |
| 山口県道68号光日積線 重複区間起点                           | 柳井市   | 伊陸         |                             |
| 山口県道68号光日積線 重複区間終点 山口県道138号周東田布施線 | 岩国市   | 周東町田尻   |                             |
| 山口県道320号塩田中山線                                     | 岩国市   | 周東町中山   |                             |
| 山口県道136号上久原藤生停車場線                             | 岩国市   | 周東町用田   |                             |
| 山口県道115号通津周東線                                     | 岩国市   | 周東町上久原 |                             |
| 山口県道144号光玖珂線                                       | 岩国市   | 周東町下久原 | 高森交差点                  |
| 国道2号 山口県道5号周東美川線 山口県道130号本郷周東線       | 岩国市   | 周東町下久原 | 周東総合支所前交差点 / 終点 |

### 交差する鉄道
- 山陽本線
- 岩徳線

### 沿線
施設
- 柳井警察署
- 柳井郵便局
- 柳井市立図書館
- JR西日本山陽本線 柳井駅
- 柳井学園高等学校
- 柳井市体育館
- 柳井市立柳北小学校
- 黒杭川ダム
- 中山川ダム
- 岩国市立高森小学校
- 岩国市立周東図書館
- 岩国市周東総合支所

沿線の名所・旧跡・観光地
- 柳井の江戸期からの古い街並み